# Hessentag 2011
Der 51. Hessentag fand vom 10. bis 19. Juni 2011 in Oberursel (Taunus) statt. Bei den Veranstaltungen wurden insgesamt 1.375.000 Besucher gezählt, was Besucherrekord für den Hessentag war. Das Hessentagspaar bildeten Charmaine Weisenbach und Christian Peter und das Motto lautete Oberursel, das Tor zum Taunus lädt Euch ein, beim Hessenfest dabei zu sein!

## Hintergrund
Seit 1961 werden, in wechselnden Orten des Landes, von der Landesregierung initiierte und gemeinsam mit den jeweiligen Kommunen, Hessentage durchgeführt. Es sind überregional beachtete Großveranstaltungen, die mit Millionenbudgets ausgestattet sind und jeweils Hunderttausende Besucher anziehen.
Im Januar 2007 erhielt Oberursel (Taunus) den Zuschlag für den Hessentag 2011. Vorausgegangen war eine Bewerbung, die von der Stadtverordnetenversammlung einstimmig gebilligt wurde. Die Stadt rechnete dabei mit einem Defizit von maximal drei Millionen Euro. Die Endabrechnung ergab jedoch ein Defizit von 6 Millionen Euro, wie Bürgermeister Hans-Georg Brum (SPD) im Februar 2011 einräumte.

## Vorbereitung

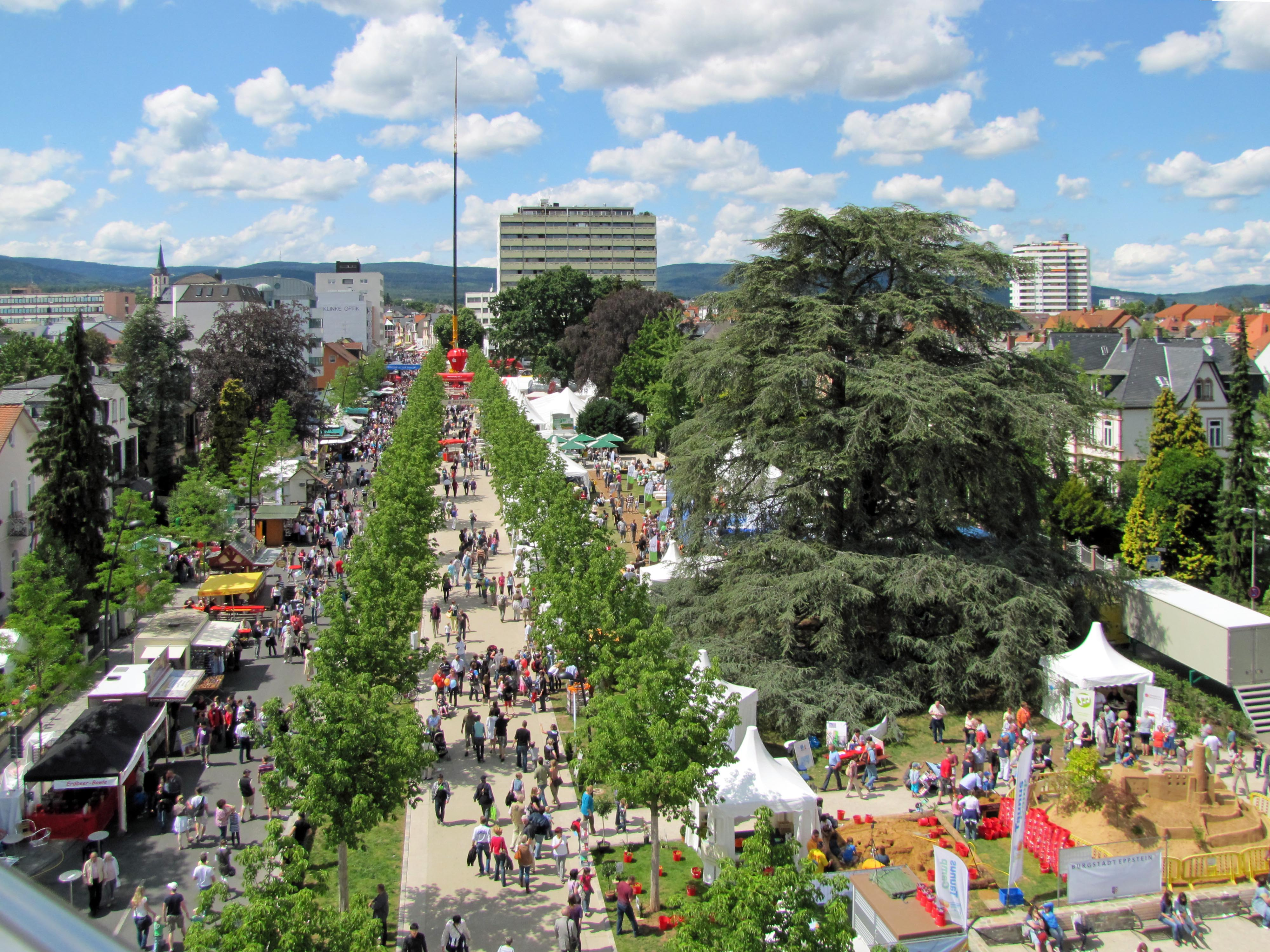
Die Adenauerallee beim Hessentag 2011

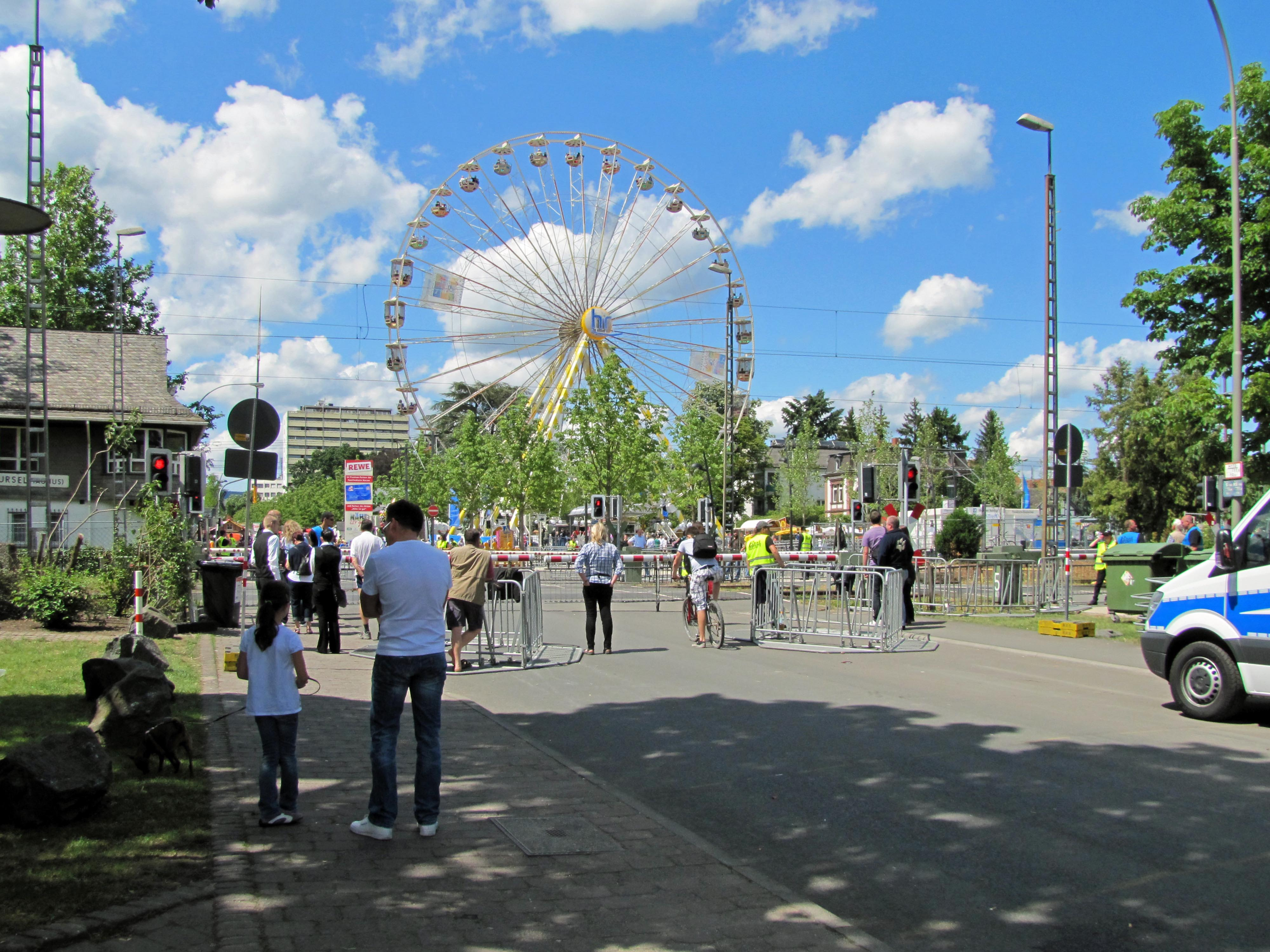
Oberursel, Hessentag 2011

Wie in den anderen Hessentagsstädten waren im Vorfeld des Hessentages umfangreiche Investitionen in die Infrastruktur der Stadt erforderlich. In Oberursel wurden von verschiedenen Trägern folgende Maßnahmen umgesetzt:
- die Totalsanierung der Hohemarkstraße,
- die Sanierung des denkmalgeschützten Bahnhofs und die Umgestaltung des Bahnhofsvorplatzes sowie der Bau einer Unterführung, um den barrierefreien Weg zwischen Bommersheim und der Kernstadt zu ermöglichen,
- der Umbau aller U-Bahn-Stationen der Stadt und
- der Neubau des Taunus-Informationszentrums.

Bei der Planung der Flächen, die direkt vom Hessentag genutzt werden, stand der Aspekt der Nachhaltigkeit im Vordergrund. Die Neugestaltung des Stadtparks Maasgrund und der Grünanlage an der Adenauerallee sollten auch danach das Stadtbild aufwerten. Die Fällung aller alten und nur teilweise kranken Kastanien sowie Neupflanzung einer gegen die Rosskastanienminiermotte resistenten Art an der Adenauerallee stieß in der Stadt auf Kritik. Das Festgelände, das an der Straße An den drei Hasen gelegen ist, sollte nach dem Hessentag als 15 Hektar große Erweiterung des angrenzenden Gewerbegebietes genutzt werden. Bereits im Herbst 2011 wurde mit einer Bebauung begonnen.
Mit dem Beginn des Hessentages wurden weitere Großprojekte abgeschlossen, wie etwa der Neubau des Gymnasiums Oberursel, für 47 Millionen Euro durch den Hochtaunuskreis, und die Sanierung der Kirchen Sankt Ursula und Christuskirche.
Weniger dauerhaft war die Sandburg Eppstein, ein Modell der Burg Eppstein aus Sand. Nach den ursprünglichen Planungen sollte die Sandburg direkt nach dem Hessentag abgerissen werden. Der Abriss wurde aber auf den Herbst verschoben und erfolgte am 29. Oktober.

## Vorkommnisse

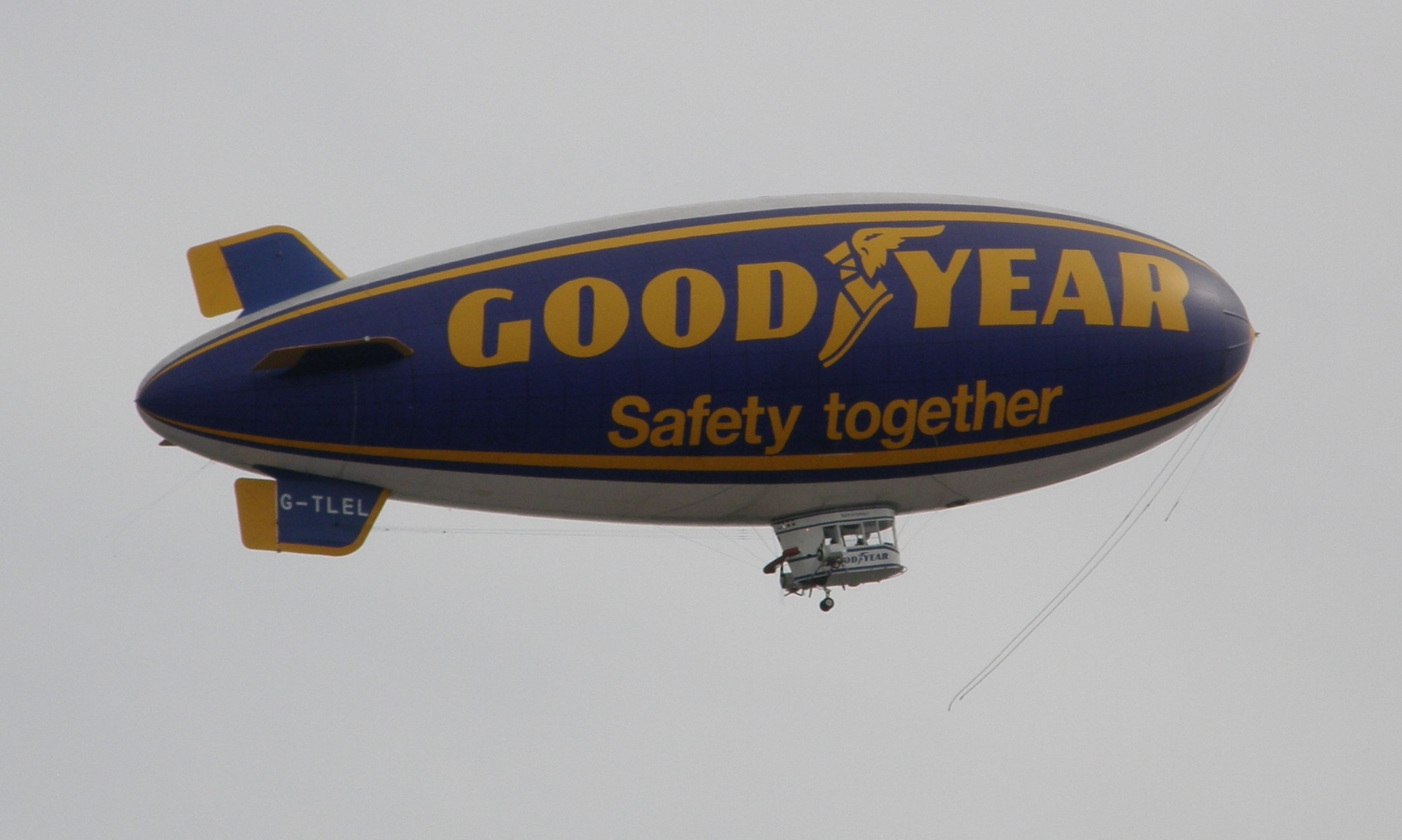
Prallluftschiff Spirit of Safety am Tag des Unglücks über Oberursel

Das in Großbritannien zugelassene Prallluftschiff Spirit of Safety, das am 12. Juni über dem Hessentagsgelände einen Werbeflug durchgeführt hatte, verunglückte beim Landeanflug in Reichelsheim, wobei der 52-jährige australische Pilot getötet wurde. Bei der Landung riss der Tank auf und das auslaufende Benzin entzündete sich. Drei Journalisten, die ebenfalls an Bord waren, konnten sich retten.
Zu der kostenlosen „Just White“-Party des Radiosenders FFH am 12. Juni kamen deutlich mehr Gäste als erwartet. Der Andrang war größer als das Fassungsvermögen des Open-Air-Geländes, sodass die Sicherheitskräfte den Zugang sperren mussten. Es kam zu Drängeleien, und einige Besucher versuchten, über die Zäune zu klettern.

## Sonstiges
Während des Hessentags 2011 wurde aus EMV-Gründen der Mittelwellensender Weißkirchen des AFN abgeschaltet. Als Ersatz für diesen Sender wurde in Wiesbaden-Erbenheim ein Behelfssender mit Schiebemast aufgestellt. Nach dem Ende des Hessentags ging der AFN-Sender wieder in Betrieb.